# 李缉
李缉（？—867年8月8日），唐朝皇子，是唐顺宗李诵的第二十二子，生母不详。
其父在806年逝世。咸通二年（861年），李缉被侄孙唐懿宗封为蕲王，咸通八年（867年）七月初五，李缉去世。《旧唐书》误作咸通八年封王。